# Parafia Matki Bożej Bolesnej w Żbikowicach
Parafia Matki Bożej Bolesnej w Żbikowicach – rzymskokatolicka parafia znajdująca się w diecezji tarnowskiej w dekanacie Ujanowice. Patronem parafii prócz Matki Bożej Bolesnej jest również św. Maksymilian.
Proboszczem od roku 2023 jest ks. Paweł Marmuźniak. 

## Historia
Parafia została erygowana 6 grudnia 1980 roku przez abp. Jerzego Ablewicza. W 1868 w Żbikowicach, na terenie cmentarza cholerycznego, wybudowano kaplicę pw. Matki Bożej Bolesnej. Kościół parafialny powstał w latach 1958–1961. W Żbikowicach na dawnym cmentarzu obok kościoła znajdują się także pozostałości cmentarza wojennego nr 355.